# پینالی
پینالی (به انگلیسی: Penally) یک منطقهٔ مسکونی در بریتانیا است که در Pembrokeshire واقع شده‌است. پینالی ۸۴۸ نفر جمعیت دارد.